# Record du monde d'endurance cycliste sur une année civile
Le Record du monde d'endurance cycliste sur une année civile est une épreuve cycliste sur cycle traditionnel ou cycle couché, qui consiste à parcourir le plus grand nombre de kilomètres, sans entraîneur, sur 365 jours.
Le record absolu actuel est détenu par Amanda Coker, 24 ans, en 2017 avec 139 296,3 km qui de fait détient aussi le record féminin.
Le record masculin actuel est détenu par Kurt Searvogel, 52 ans, États-Unis, en 2016, avec 122 561 km, soit 1 756 km de plus que le précédent détenteur, Tommy Godwin, 76 ans plus tôt, en 1939. Tommy Godwin avait battu de presque 16 000 km le record précédent établi la même année.

## Histoire
Selon The Sydney Morning Herald, la source d'inspiration pour cette compétition pourrait  être les efforts de Harry Long, un voyageur de commerce qui montait à vélo pour ses tournées en couvrant toutes les parties de l'Angleterre et de l'Écosse avec  25 376 miles (40 839 km) en 1910.

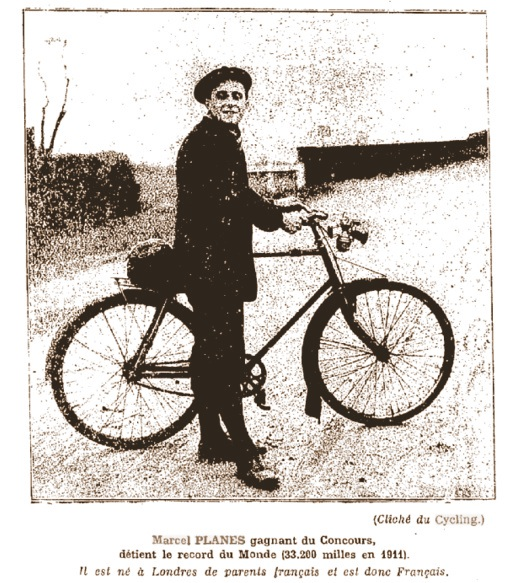
1911 le français Marcel Planes gagne le premier défi avec 55790 km

Le premier record ou défi date de 1911, avec le français Marcel Planes, né à Londres, surnommé le "roi des kilomètres".
En 1911, le magazine de cyclisme britannique, « Cycling Weekly » , a créé un concours pour le plus grand nombre de parcours de 100 milles ou « centuries » en une seule année. Le premier gagnant a été Marcel Planes, avec 332 « centauries », qui a couvert 34 366 miles (55 307 km). 
Un professionnel australien, Ossie Nicholson (en) a établi un nouveau record en 1933, battu en 1936 par un militaire anglais, Walter Greaves.

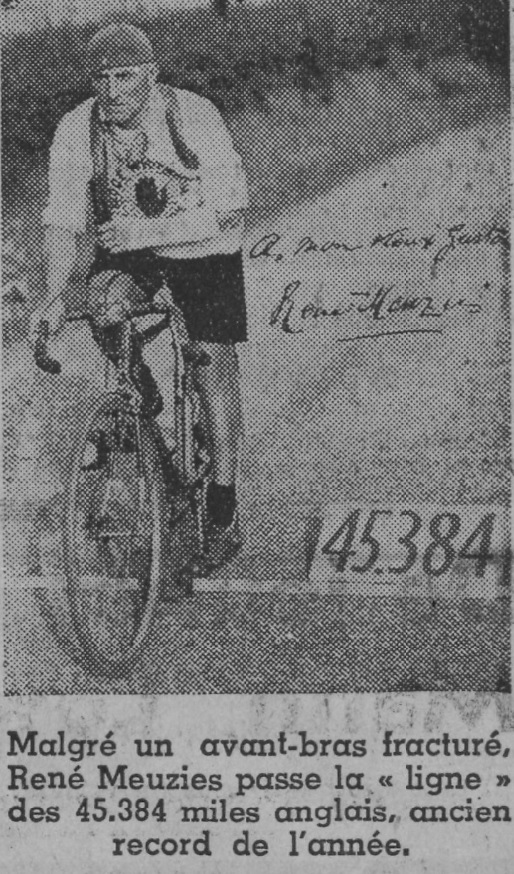
1937 René Menzies gagne le défi avec 99073 km

En 1937, l'Australien Ossie Nicholson (en) a retrouvé son record détenu par le Britannique Walter Greaves en couvrant 100 837,6 km.
Nicholson avait dit qu'il allait le battre à nouveau. Il y avait toutefois de la concurrence, avec Bernard Bennett, un autre coureur Britannique, et René Menzies. Les trois hommes ont tenté de battre le record en même temps. Nicholson avait plus de 10 kg de surpoids, mais a roulé 300 km par jour. Il avait parcouru 40 000 km à la fin du mois de mai, mais Menzies avait commencé à combler l'écart. Menzies, dans l'hiver Européen, est tombé sur des routes glacées, s'est cassé un bras et a perdu 24 jours. L'hiver est arrivé en Australie quand l'été est arrivé en Europe. Nicholson a souvent roulé dans l'obscurité pour faire ses kilomètres mais Menzies avait la lumière du jour et les deux hommes étaient au niveau au début du mois d'octobre. Ils ont tous deux battu le record de Greaves la même journée. Menzies atteint le record de Greaves devant l'Alexandra Palace à Londres, avec Greaves à côté de lui,. Chacun des trois coureurs ont battu la distance de Greaves, Bennett avec 45 801 miles (73 710 km) et Menzies avec 61 561 miles (99 073 km). Nicholson a reconquis le record avec 62 657 miles (100 837 km). Dorothy Curtis a écrit dans le magazine de la « National Cycle Collection » que Menzies vivant à Londres, a parfois roulé 100 miles (200 km) jusqu'à Brighton et retour dans la matinée, puis jusqu'à un café que sa mère possédait près du mémorial Bidlake (en) à Girtford Bridge, au nord de Londres, dans l'après-midi avant de retourner à Londres.
Le 1er janvier 1939, a 5h du matin, Tommy Godwin est parti, de nouveau, pour ramener le record à la maison. Il n'était pas seul; deux autres coureurs britanniques ont commencé le même jour, Edward Swann et Bernard Bennett. Swann s'est arrêté après 1 512,1 km, mais Bennett a lutté avec Tommy Godwin durant le reste de l'année. Par esprit sportif, leurs équipes de soutien, qui comprenaient des entraîneurs sur engins, ont arrêté après 80 000 km, pour laisser aux coureurs le mérite complet de la tentative. Godwin a été parrainé par le Raleigh Bicycle Company et Sturmey-Archer.Chacun des trois coureurs ont battu la distance de Greaves, Bennett avec 45 801 miles (73 710 km) et Menzies avec 61 561 miles (99 073 km). Nicholson a reconquis le record avec 62 657 miles (100 837 km).

## Records depuis 1911
Sur ces dix records, 50 % sont détenus par des Anglais. Le record a été établi officiellement à neuf reprises. Un dixième, par le coureur anglais Ken Webb, a été rejetée
Le dernier titulaire en date, Amanda Coker détient non seulement le record féminin mais aussi le record absolu.
Le règlement actuel de ce défi, contrôlé par l'Ultra Marathon Cycling Association, prescrit de rouler seul (et non pas en peloton), sur le vélo de son choix, et de fournir les données de ses trajets (via un dispositif GPS).
Historique du record de kilomètres en une année.
| Date | Coureur                | Nationalité         | Nombre de km sur 365 jours |
| ---- | ---------------------- | ------------------- | -------------------------- |
| 1911 | Marcel Planes          | France né à Londres | 55 790 km                  |
| 1932 | Arthur Humbles         | Angleterre          | 57 948 km                  |
| 1933 | Ossie Nicholson        | Australie           | 70 756 km                  |
| 1936 | Walter-William Greaves | Angleterre          | 73 037 km                  |
| 1937 | Bernard Bennett        | Angleterre          | 73 710 km                  |
| 1937 | René Menzies           | France              | 99 073 km                  |
| 1937 | Ossie Nicholson        | Australie           | 100 837 km                 |
| 1939 | Bernard Bennett        | Angleterre          | 104 812 km                 |
| 1939 | Tommy Godwin           | Angleterre          | 120 805 km                 |
| 2016 | Kurt Searvogel         | États-Unis          | 122 561 km                 |
| 2017 | Amanda Coker           | États-Unis          | 139 296,3 km               |

### 2016: Kurt Searvogel, 52 ans:122 561km
« La première fois que j’ai entendu parler du défi, je me suis demandé pourquoi je serais prêt à sacrifier un an de ma vie à ne rien faire sauf pédaler, écrit Kurt Searvogel sur son site. Puis j’ai réalisé que la plupart de mes amis étaient aussi amateurs de vélo et que j’ai rencontré plus de gens en pratiquant ce sport que d’aucune autre manière. Donc, au lieu de sacrifier un an de ma vie à pédaler, je dédie un an de ma vie à rencontrer de nouvelles personnes, à découvrir de nouveaux endroits ».

### 2017: Amanda Coker, 24 ans:139 296,3km
Amanda Coker a démarré sa performance le 15 mai 2016. Elle a parcouru durant une année une boucle de 7 milles de long en terrain plat dans la forêt situé en Floride à raison d'une moyenne 360 km par jour en une douzaine d'heures. Pour y parvenir elle a utilisé deux vélos, un vélo droit de route normal (qu'elle utilise 20 % du temps) et un couché (80 % du temps), un Schlitter Encore (tout comme Kurt Searvogel le précédent recordman).
Le 20 septembre 2017, elle bat le précédent record féminin  établi km en 1938 par Billie Fleming et termine sa performance le 14 mai 2017 avec un total de 139 296,3 km. Dans la foulée, elle décide d'établir le record de vitesse sur 100 000 milles qu'elle atteint le 11 juillet 2017 au bout de 14 mois.